# Nana Visitor
Nana Visitor, pseudonimo di Nana Tucker (New York, 26 luglio 1957), è un'attrice statunitense, nota soprattutto per avere interpretato Kira Nerys nella serie televisiva di fantascienza Star Trek: Deep Space Nine.

## Biografia

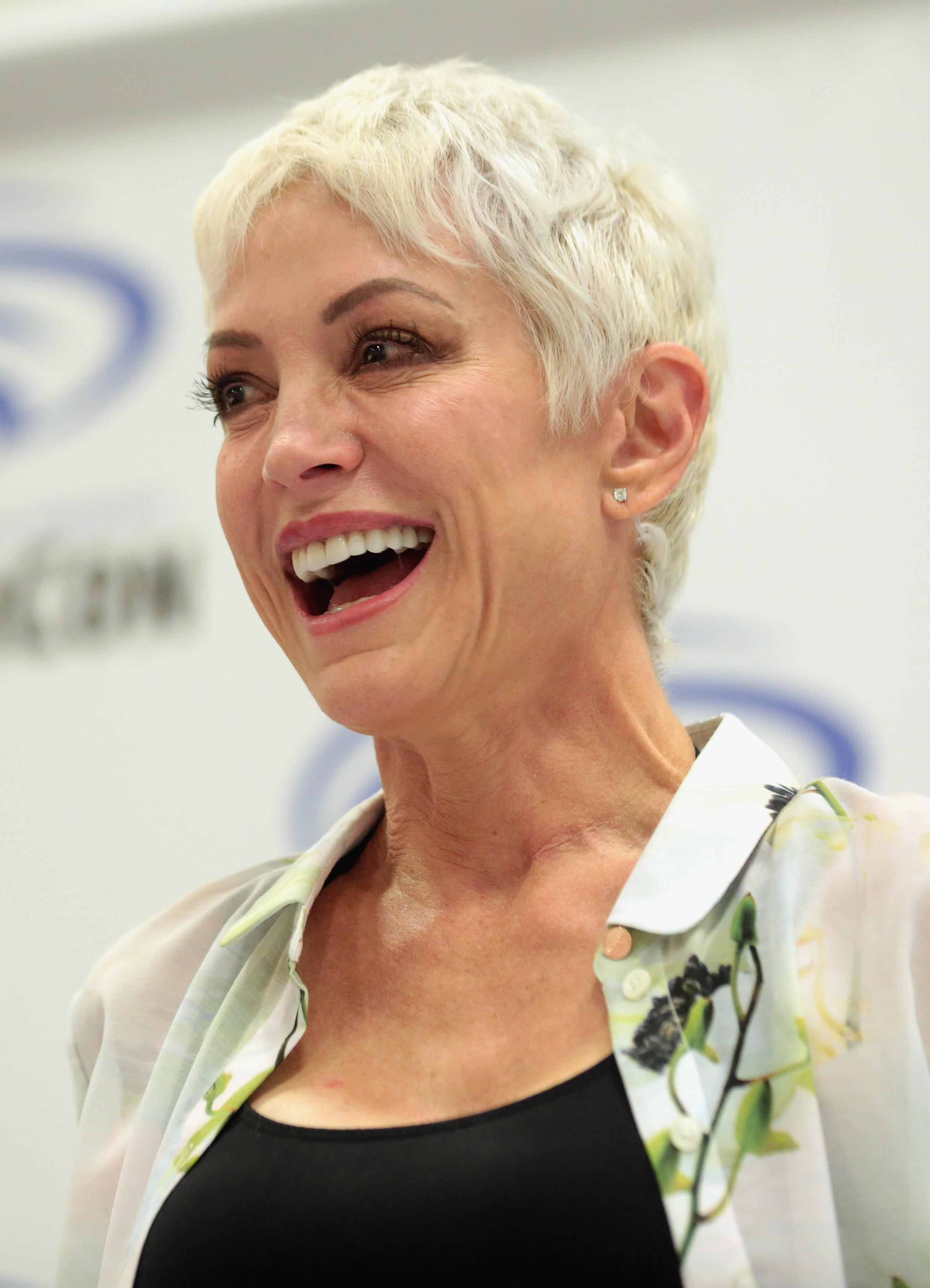
Nana Visitor al WonderCon del 2018 di Anaheim, in California

Figlia del coreografo di Broadway Robert Tucker e dell'istruttrice di ballo Nenette Charisse, Nana Visitor ha due fratelli e una sorella. È inoltre nipote dell'attrice e ballerina hollywoodiana Cyd Charisse. Il cognome d'arte Visitor è un vecchio cognome di famiglia da parte materna, scelto dall'attrice perché non particolarmente affezionata al cognome del padre, che era stato adottato. Su questo l'attrice ha affermato: «Immagino che qualcuno abbia deciso che eravamo semplicemente visitatori qui e abbia preso il nome».
Cresciuta nel quartiere dei teatri di New York, circondata da ballerini, dall'età di 7 anni, Nana Visitor, inizia a prendere lezioni di danza. Dopo la scuola superiore, viene accettata all'Università di Princeton, ma prima della partenza supera un provino per l'ingresso in un coro, decidendo così di abbandonare l'università. Scherzando su questo, ha detto: «non potevo essere la pecora nera della famiglia».
Dopo aver esordito nel 1976 al cinema nel film horror Sentinel (The Sentinel), diretto da Michael Winner, e in televisione prendendo parte a 4 episodi della serie televisiva Ivan the Terrible, entra a far parte del cast della serie televisiva I Ryan (Ryan's Hope), interpretando il personaggio di Nancy Feldman per 79 episodi, dal 1978 al 1979. Nella stessa serie compare anche Kate Mulgrew, che interpreta Mary Ryan per 408 puntate, dal 1975 al 1989, e che successivamente sarà protagonista della serie televisiva Star Trek: Voyager nei panni del capitano Kathryn Janeway.
Nel 1980 interpreta il ruolo di Stella Goodman nella piéce teatrale di Broadway The Gentle People. Nel 1985 partecipa alla riedizione del musical 42nd Street. Trasferitasi a Los Angeles, per tutti gli anni ottanta appare in ruoli minori in diverse serie televisive, tra cui MacGyver, scoprendosi adatta al ruolo comico recitando nel film per la televisione imperniato sul personaggio umoristico di Will Eisner/The Spirit, The Spirit. Successivamente veste i panni della spietata Elizabeth Renfro nella serie televisiva Dark Angel e recita in Matlock e ne La signora in giallo.
Nel 1992, dopo la nascita del suo primo figlio, viene scelta per il ruolo della Bajoriana maggiore Kira Nerys nel cast fisso di Star Trek: Deep Space Nine, terza serie live-action del franchise  di fantascienza Star Trek. Nel corso della serie, durata sette anni, il suo personaggio si è via via sviluppato, così come Kira Nerys è passata dal grado di maggiore a quello di colonnello. Successivamente presta la voce al personaggio anche in alcuni videogiochi del franchise e nel 2020 riprende i panni di Kira Nerys nell'episodio Tango della miniserie televisiva diretta da Tim Russ (il Tuvok di Star Trek: Voyager), Alone Together: A DS9 Companion. La partecipazione a Deep Space Nine le è valsa numerose candidatura e tre vittorie ai premi OFTA nel 1997, 1998 e 1999 come Miglior attrice non protagonista in una serie in sindycation, la serie le ha fatto vincere inoltre un premio Sci-Fi Universe Magazine nel 1995 come Miglior attrice non protagonista in una serie TV di genere.
Nel 2003 Nana Visitor torna sul palcoscenico a interpretare Roxie nella compagnia di Chicago, a Broadway, e partecipa ai due film indipendenti La prima volta di Niky (2006) e Babysitter Wanted (2007). Nel 2005 appare nella serie televisiva Wildfire.

## Vita privata
Si è sposata tre volte: la prima dal 1989 al 1994 con l'attore e produttore Nicholas "Nick" Miscusi, matrimonio dal quale ha avuto il figlio Buster Miscusi, nato il 7 aprile 1992. La seconda volta è stata sposata dal 1997 al 2001 con l'attore britannico di origini sudanesi Alexander Siddig, interprete del personaggio di Julian Bashir nella serie Deep Space Nine e con il quale ha avuto il figlio Django El Tahir El Siddig, nato a Los Angeles il 16 settembre 1996: la gestazione del bambino non è stata nascosta durante le riprese della serie, ma è stata inserita nella trama, permettendo a Kira di portare avanti la gestazione del figlio di Miles e Keiko O'Brien. Ciò è visibile nella serie dalla quarta stagione, a partire dall'episodio Parti del corpo, alla quinta stagione, terminando nell'episodio Nascite. Nel 2003 ha contratto un terzo matrimonio con l'attore Matthew Rimmer.

## Filmografia

Il personaggio di Kira Nerys, interpretato da Nana Visitor

### Attrice

#### Cinema
- Sentinel (The Sentinel), regia di Michael Winner (1976)
- La prima volta di Niky (Mini's First Time), regia di Nick Guthe (2006)
- Swing Vote - Un uomo da 300 milioni di voti (Swing Vote), regia di Joshua Michael Stern (2008)
- Babysitter Wanted, regia di Jonas Barnes e Michael Manasseri (2008)
- Venerdì 13 (Friday the 13th), regia di Marcus Nispel (2009)
- The Resident, regia di Antti Jokinen (2011)
- In My Pocket, regia di David Lisle Johnson (2011)
- The Captains, regia di William Shatner - documentario (2011)
- Dopo l'uragano (A Rising Tide), regia di Ben Hickernell (2015)
- Ted 2, regia di Seth MacFarlane (2015)
- A Bread Factory: Part One, regia di Patrick Wang (2018)
- A Bread Factory: Part Two, regia di Patrick Wang (2018)
- Unbelievable!!!!!, regia di Steven L. Fawcette (2020)
- The Dinner Party, regia di Jenna Ushkowitz - cortometraggio (2022)
- Friends of Sofia, regia di Alden Peters (2024)

#### Televisione
- Ivan the Terrible – serie TV, 4 episodi (1976)
- I Ryan (Ryan's Hope) – serie TV, 79 episodi (1978-1979)
- The Doctors – serie TV, 8 episodi (1980)
- Una vita da vivere (One Life to Live) – serie TV, 1 episodio (1982)
- Hunter – serie TV, episodio 2x03 (1985)
- Mai dire sì (Remington Steele) – serie TV, episodio 4x03 (1985)
- Nancy, Sonny & Co. (It's a Living) – serie TV, episodio 3x05 (1985)
- Ai confini della realtà (The Twilight Zone) – serie TV, episodio 1x21 (1985)
- Fraud Squad – film TV (1985)
- MacGyver – serie TV, episodi 1x08-2x21 (1985-1987)
- Supercar (Knight Rider) – serie TV, episodio 4x18 (1986)
- Hotel – serie TV, episodio 3x17 (1986)
- Alfred Hitchcock presenta (Alfred Hitchcock Presents) – serie TV, episodio 1x18 (1986)
- Downtown – serie TV, episodi 1x03 (1986)
- Autostop per il cielo (Highway to Heaven) – serie TV, episodi 3x06-3x08 (1986)
- I Colby (The Colbys) – serie TV, 4 episodi (1987)
- Top Secret (Scarecrow and Mrs. King) – serie TV, episodio 4x16 (1987)
- Ohara – serie TV, episodio 1x08 (1987)
- The Spirit, regia di Michael Schultz – film TV (1987)
- Hooperman – serie TV, episodio 1x09 (1987)
- Matlock – serie TV, episodi 2x09-3x11-7x12 (1987-1993)
- Due come noi (Jake and the Fatman) – serie TV, episodio 1x16 (1988)
- L'ispettore Tibbs (In the Heat of the Night) – serie TV, episodio 1x04 (1988)
- Disneyland -  serie TV, episodio 32x23 (1988)
- A Father's Homecoming, regia di R.W. Goodwin e Rick Wallace – film TV (1988)
- Giudice di notte (Night Court) – serie TV, episodio 6x05 (1988)
- L.A. Law - Avvocati a Los Angeles (L.A. Law) – serie TV, episodio 3x04 (1988)
- In famiglia e con gli amici (Thirtysomething) – serie TV, episodio 2x07 (1989)
- Doogie Howser (Doogie Howser, M.D.) – serie TV, episodio 1x05 (1989)
- Nikki and Alexander, regia di Reinhold Weege – film TV (1989)
- La signora in giallo (Murder, She Wrote) – serie TV, episodio 7x03 (1990)
- Donna in carriera (Working Girl) – serie TV, 12 episodi (1990)
- Il cane di papà (Empty Nest) – serie TV, episodi 3x07-4x09 (1990-1991)
- Baby Talk – serie TV, episodio 1x12 (1991)
- Un professore alle elementari (Drexell's Class) – serie TV, episodio 1x04 (1991)
- Star Trek: Deep Space Nine – serie TV, 173 episodi (1993-1999) - Kira Nerys
- La legge di Burke (Burke's Law) – serie TV, episodio 2x14 (1995)
- Hiller and Diller – serie TV, episodio 1x04 (1997)
- Oltre i limiti (The Outer Limits) – serie TV, episodio 4x26 (1998)
- Dark Angel – serie TV, 6 episodi (2001)
- Frasier – serie TV, episodio 10x14 (2003)
- Las Vegas – serie TV, episodio 1x10 (2003)
- La vita secondo Jim (According to Jim) – serie TV, episodio 3x22 (2004)
- Presenze Invisibili - They Are Among Us (They Are Among Us), regia di Jeffrey Obrow – film TV (2004)
- CSI - Scena del crimine (CSI: Crime Scene Investigation) – serie TV, episodio 5x09 (2004)
- Wildfire – serie TV, 51 episodi (2005-2008)
- Battlestar Galactica – serie TV, episodio 4x06 (2008)
- Torchwood – serie TV, episodi 4x07-4x08 (2011)
- Grimm – serie TV, episodio 1x03 (2011)
- Castle – serie TV, episodio 4x13 (2012)
- Full Out – miniserie TV, 4 puntate (2016)
- Dynasty – serie TV, episodio 1x05 (2017)
- Per amore di Megan (Killer in Law), regia di Danny J. Boyle – film TV (2018)
- Alone Together: A DS9 Companion, regia di Tim Russ – miniserie TV, puntata 1x03 (2020)

### Doppiatrice

#### Televisione
- I Griffin (Family Guy) - serie animata, 12 episodi (2009-2014)
- Star Trek: Lower Decks - serie animata, episodio 3x06 (2022) - Kira Nerys

#### Videogiochi
- Star Trek: Deep Space Nine - Harbinger (1996) - Kira Nerys
- Star Trek: Deep Space Nine - The Fallen (2000) - Kira Nerys
- Star Trek Online, regia di Joe Lyford e Lani Minella (2010) - Kira Nerys
- Starfield, regia di Todd Howard (2023)

## Trasmissioni televisive (parziale)
- Celebrity Biograph Channel on YouTube - talk-show (2018)

## Teatro (parziale)
- The Gentle People (1980)
- My One And Only (1983-1985)
- 42nd Street (1985)
- Chicago (1996)

## Discografia parziale

### Audiolibri
- 1993 - Star Trek Deep Space Nine - Emissary

## Riconoscimenti
- Online Film & Television Association
  - 1996 – Candidatura come Miglior attrice non protagonista in una serie per Cybill, Friends, ER e Star Trek: Deep Space Nine (condiviso con Christine Baranski, Lisa Kudrow e Gloria Reuben)
  - 1997 – Miglior attrice non protagonista in una serie in sindycation per Star Trek: Deep Space Nine
  - 1997 – Candidatura come Miglior attrice non protagonista in una serie per Star Trek: Deep Space Nine
  - 1997 – Candidatura come Miglior attrice non protagonista in una serie drammatica per Star Trek: Deep Space Nine
  - 1998 – Miglior attrice non protagonista in una serie in sindycation per Star Trek: Deep Space Nine
  - 1998 – Candidatura come Miglior attrice non protagonista in una serie per Star Trek: Deep Space Nine
  - 1999 – Miglior attrice non protagonista in una serie in sindycation per Star Trek: Deep Space Nine
  - 1999 – Candidatura come Miglior attrice non protagonista in una serie drammatica per Star Trek: Deep Space Nine
- Sci-Fi Universe Magazine
  - 1995 – Miglior attrice non protagonista in una serie TV di genere per Star Trek: Deep Space Nine

## Omaggi
- A Nana Visitor è stato intitolato l'asteroide 26733 Nanavisitor, scoperto nel 2001.

## Doppiatrici italiane
Nelle versioni in italiano delle opere in cui ha recitato, Nana Visitor è stata doppiata da:
- Monica Gravina in Star Trek: Deep Space Nine, Working Girl
- Claudia Razzi in Castle, Una cenerentola a Palm Beach
- Laura Boccanera ne La signora in giallo
- Barbara Castracane in Dark Angel
- Karin Giegerich in Star Trek: Deep Space Nine (doppiaggio home video)
- Roberta Greganti in Wildfire
- Alessandra Korompay in CSI - Scena del crimine

Da doppiatrice è sostituita da:
- Roberta Greganti in Star Trek: Lower Decks